# Colori (Pino Minafra Quintet)
| Recensione | Giudizio |
| ---------- | -------- |
| AllMusic   |          |

Colori è il primo album discografico come solista del trombettista jazz italiano Pino Minafra (l'album è a nome Pino Minafra Quintet), pubblicato dall'etichetta discografica italiana Splasc(h) Records nel 1986.

## Tracce

### LP
Brani composti da Pino Minafra
Lato A
1. Pippo il ladro – 10:44
2. Canzona monella – 5:40
3. Zolfo – 5:51

Lato B
1. Tarantella – 10:18
2. Cammello – 10:32

## Formazione
- Pino Minafra - tromba, flicorno, didgeridoo e altro
- Sandro Satta - sassofono alto
- Antonello Salis - piano, accordion
- Paolo Dalla Porta - basso
- Vincenzo Mazzone - batteria, percussioni

Note aggiuntive
- Peppo Spagnoli - produttore
- Registrato il 21, 22 e 23 novembre 1985 al Barigozzi Studio di Milano (Italia)
- Giancarlo Barigozzi - ingegnere delle registrazioni
- Peppo Spagnoli - copertina e layout
- Roberto Meazza - fotografia copertina[1]